# José Santamaría
José Emilio Santamaría (ur. 31 lipca 1929 w Montevideo), urugwajski piłkarz, środkowy obrońca i trener piłkarski. Jeden z zaledwie kilku graczy, którzy w finałach MŚ reprezentowali barwy dwóch krajów.
Santamaria zyskał uznanie grając w Club Nacional de Football z Montevideo, w reprezentacji Urugwaju zadebiutował w 1952. Był ważnym elementem zespołu podczas finałów MŚ 1954, kiedy to Urugwaj zajął 4. miejsce. Łącznie do 1957 rozegrał 20 spotkań w kadrze.
W tym samym roku wyjechał do Europy i zasilił drużynę Realu Madryt. Real był wówczas najlepszym zespołem w Europie, a Santamaria przyczynił się do zdobycie przez ten klub Pucharu Mistrzów w sezonach 58, 59, 60 i 66 oraz Pucharu Interkontynentalnego w 1960. Pięciokrotnie świętował mistrzostwo Hiszpanii.
W reprezentacji Hiszpanii pierwszy raz zagrał w 1958 i z tym zespołem wziął udział w swych drugich mistrzostwach świata. Podczas turnieju w Chile rozegrał 2 mecze, a łącznie dla Hiszpanii – 16.
Po zakończeniu kariery piłkarskiej został cenionym trenerem – przez wiele lat trenował Espanyol Barcelona, a w 1980 został selekcjonerem reprezentacji Hiszpanii i prowadził ją podczas MŚ 82.